# Theta Leonis
Theta Leonis (Chertan, θ Leo) – gwiazda w gwiazdozbiorze Lwa. Znajduje się około 165 lat świetlnych od Słońca.

## Nazwa
Gwiazda ta ma tradycyjną nazwę Chertan, którą dawniej dzieliła z Delta Leonis, a która wywodzi się od arabskiego ‏خراتان‎ ḫarātān, co oznacza „żebra”. Nazwa odnosi się do ich położenia w wyobrażonej figurze Lwa; ma też skrócony wariant: Chort. Oprócz niej znana jest łacińska nazwa Coxa („biodro” Lwa). Międzynarodowa Unia Astronomiczna zatwierdziła użycie nazwy Chertan dla określenia tej gwiazdy.

## Charakterystyka
Theta Leonis jest podolbrzymem, należy do typu widmowego A2. Rozpoczęła życie około 450 milionów lat temu, była niebieską gwiazdą ciągu głównego reprezentującą typ widmowy B8. Chertan ma promień 4,3 raza większy niż promień Słońca i 120 razy większą jasność. Jest to gwiazda metaliczna, jej widmo cechuje nadwyżka zawartości cięższych metali: od 120% do dwukrotności słonecznej zawartości żelaza i 5–8 razy więcej strontu i baru, przy równoczesnym zmniejszeniu zawartości lżejszych pierwiastków, jak wapń i skand. Tłumaczy się to dyfuzją atomów w atmosferze wolno rotującej gwiazdy. Chertan zakończy życie odrzuciwszy otoczkę, jako biały karzeł o stosunkowo dużej masie.